# We begrijpen mekaar
We begrijpen mekaar is het tweede studioalbum van de Vlaamse singer-songwriter Tourist LeMC. Het album werd uitgebracht op 9 november 2018 door Top Notch. Het album bevat verschillende singles zoals de top 3 hit Spiegel, Oprechte leugens, en de titeltrack We begrijpen mekaar. Het album werd genomineerd voor een MIA en werd onderscheden met goud. Eind 2019 bracht de zanger zijn nummers voor het eerst tijdens een solo show in het Sportpaleis. Het album kwam in de Ultratop albumlijst meteen binnen op plaats 1, als meest gestreamde en verkochte album. In het album beschrijft de zanger verschillende thema's waar hij ook zelf bij betrokken was. Zo heeft hij het bijvoorbeeld over de multiculturele wijk waar hij geboren werd de Seefhoek. 

## Tracklist
| Nr. | Titel                                      | Schrijver(s)                                                                  | Producent(en)                           | Duur |
| --- | ------------------------------------------ | ----------------------------------------------------------------------------- | --------------------------------------- | ---- |
| 1.  | "Barbaren"                                 | Johannes Faes, Alain Lunaman Croisy, Christiaan Van der Laan, Youssef Chellak | Youssef Chellak, Alain Lunaman Croisy   | 3:13 |
| 2.  | "Oprechte Leugens" (met Alice on the Roof) | Johannes Faes, Alain Croisy, Yello Staelens                                   | Youssef Chellak, Alain Croisy, Staelens | 4:05 |
| 3.  | "Coureuge Viva"                            | Johannes Faes, Staelens, Serge Ernalsteen                                     | Staelens                                | 3:28 |
| 4.  | "Zoute blasfemie"                          | Johannes Faes, Staelens                                                       | Staelens                                | 3:58 |
| 5.  | "Muziek van het hart"                      | Johannes Faes, Pepijn Hendrickx, Sanne Decorte                                | Sanne Decorte, Pepijn Hendrickx         | 3:10 |
| 6.  | "Spiegel (met Raymond van het Groenewoud)  | Johannes Faes, Alain Croisy, Youssef Chellak                                  | Alain Croisy, Youssef Chellak           | 3:12 |
| 7.  | "Tramontane"                               | Johannes Faes, Youssef Chellak, Alain Croisy, Dimitri Herssens                | Youssef Chellak, Alain Croisy           | 3:19 |
| 8.  | "We begrijpen mekaar"                      | Johannes Faes, Youssef Chellak, Marc Pinilla                                  | Youssef Chellak, Alain Croisy           | 3:28 |
| 9.  | "OLV"                                      | Johannes Faes, Sanne Decorte, Pepijn Hendrickx                                | Sanne Decorte, Pepijn Hendrickx         | 3:43 |
| 10. | "Welkom"                                   | Johannes Faes, Youssef Chellak, Alain Croisy                                  | Johannes Faes, Youssef Chellak          | 3:00 |
| 11. | "Boussa"                                   | Johannes Faes, Alain Croisy, Seno Devriendt                                   | Alain Croisy, Youssef Chellak           | 3:23 |
| 12. | "Alles komt terug"                         | Johannes Faes, Alain Croisy, Youssef Chellak, Cole Porter                     | Alain Croisy, Youssef Chellak           | 3:23 |